# يوميات امرأة (مسلسل)
يوميات امرأة مسلسل درامي تونسي يتكون من خمسة عشر حلقة، عُرض في رمضان سنة 2013 على قناة الوطنية الأولى، وهو من تأليف خليدة الشيباني وإخراج مراد بن الشيخ، كما تكفل نجيب عياد بدور المنتج المنفذ. تولت الفنانة درصاف الحمداني غناء شارة المسلسل، التي قام بتلحينها وتوزيعها الموسيقار التونسي ربيع الزموري.
لقي المسلسل نجاحًا كبيرًا، حيث يروي يوميات مجموعة من النساء، وعلاقتهن المتشابكة مع الرجال، في إطار تأثر حقوق المرأة بتونس في السنوات الأولى بعد الثورة.

## القصة
يحكي المسلسل يوميات مجموعة من النساء اللاتي يعشن في نفس العمارة بأحد أحياء العاصمة التونسية، حيث تواجه كل واحدة منهن مشاكلها الخاصة، مثل داليا، موظفة بنك، التي تكتشف خيانة زوجها إبراهيم لها، حيث أنه متزوج من امرأة ثانية بشكل عرفي، فتقرر تقديم شكوى ضده أمام المحاكم التونسية، لأن القانون التونسي يمنع تعدد الزوجات، قبل أن تتراجع بعد أن توسلت إليها ابنتها نور.
علاوة على ذلك، تعيش دنيا مع خالتها داليا وعائلتها بالعمارة، كما أنها تعمل معها في البنك، وتقع في حب شاب يُدعى فهمي. مع تقدم الأحداث، يتضح أن هذا الأخير شقيق مريم، خادمة منزل داليا وإبراهيم، كما أن له العديد من المشاكل. رغم ذلك، تصر دنيا على الزواج منه، قبل أن تكتشف أنه تسبب في إصابتها بمرض السيدا، مما أدى لاكتئابها وانتحارها غرقا في البحر.
في نفس الوقت، تتعرض علياء، وهي إحدى سكان العمارة، إلى العنف اليومي من زوجها كمال، العاطل عن العمل. يموت هذا الأخير اختناقا في غرفة الاستحمام بعد عودته إلى المنزل، وهو في حالة سكر.
بعد فترة، تتزوج علياء من علي، صاحب العمارة، أصيل جزيرة جربة، وهو رجل طيب وأرمل، يعيش مع ابنه صبري، الذي يدرس في المرحلة الثانوية، والذي بدوره على علاقة مع جارتهم نور، ابنة داليا وإبراهيم. ولكن بعد زواج والده، يتجه صبري نحو التطرف الديني، بعد شعوره بالفراغ الكبير الذي خلفه وفاة والدته منذ سنوات، قبل أن يتراجع تدريجيا عن هذا التوجه، بمساعدة الأخصائي النفسي علاء، صديق عائلة داليا.
يروي المسلسل أيضا قصة ريما، شقيقة علي، وهي امرأة تعيش في جربة مع ابنتها المراهقة، منال، والتي تكافح من أجل تربيتها خوفا من أنظار المجتمع، بسبب عمل زوجها في الخارج. ونتيجة لقسوة والدتها وإهمال والدها، تهرب منال من المنزل، وتتجه للرقص في الملاهي الليلية.

## الشخصيات

### الشخصيات الرئيسية
- فتحي الهداوي: «علي» صاحب إحدى العمارات بالعاصمة التونسية
- وجيهة الجندوبي: «داليا» موظفة في بنك، إحدى سكان عمارة علي
- هشام رستم: «إبراهيم» زوج داليا، موظف في شركة تأمين
- سوسن معالج: «علياء» جارة داليا وصديقتها بالعمارة، أستاذة رسم، زوجة علي
- سهير بن عمارة: «دنيا» ابنة شقيقة داليا وتسكن معها، موظفة في البنك
- أحمد الأندلسي: «فهمي» حبيب دنيا، ثم زوجها
- منال عبد القوي: «ريما» شقيقة علي، تعيش في جزيرة جربة
- نجوى زهير: «مريم» خادمة منزل داليا وإبراهيم، شقيقة فهمي
- سوسن الببا: «نور» ابنة داليا وإبراهيم
- لمين بلخوجة: «صبري» ابن علي، حبيب نور
- منجية الطبوبي: «زهوة» والدة فهمي ومريم
- نادرة لملوم: «دليلة» حبيبة إبراهيم وزوجته غير القانونية
- فاطمة بنور: «منال» ابنة ريما

### الشخصيات الثانوية
- أحمد الحفيان: «كمال» زوج علياء الأول
- يوسف مارس: «قيس» صديق فهمي، خطيب مريم
- منية الورتاني: «منية» جارة داليا وعلياء في العمارة
- الحبيب الزرافي: «فريد» صاحب الملهي الليلي الذي ترقص فيه منال
- ليلى الشابي: «صباح» صاحبة مطعم وصديقة منال، راقصة سابقة في ملهى فريد
- جمال ساسي: «علاء» أخصائي نفسي، صديق داليا
- محمد علي بن جمعة: «نوفل» زميل داليا ودنيا في البنك، جار فهمي ومريم
- صلاح مصدق: «الهادي» ابن عم فهمي، يعيش في جزيرة جربة
- نعيمة الجاني: «حبيبة» زوجة الهادي
- آمال البكوش: «بيّة» والدة كمال
- توفيق البحري: «الصادق» زوج ريما، والد منال، يعيش في باريس

## فريق العمل
| العمل         | صاحب العمل             |
| ------------- | ---------------------- |
| الإنتاج       | مؤسسة التلفزة التونسية |
| تنفيذ الإنتاج | نجيب عياد              |
| الموسيقى      | ربيع الزموري           |
| الغناء        | درصاف الحمداني         |
| السيناريو     | خليدة الشيباني         |
| الإخراج       | مراد بن الشيخ          |